# Byblis robustus
Byblis robustus is een vlokreeftensoort uit de familie van de Ampeliscidae. De wetenschappelijke naam van de soort is voor het eerst geldig gepubliceerd in 1989 door Coyle & Highsmith.